# 小斯季金
51°1′5″N 26°9′57″E / 51.01806°N 26.16583°E
小斯季金（烏克蘭語：Малий Стидин），是烏克蘭西北部的村莊，隸屬里夫內州的里夫內區。該村始建於1577年，面積48.937平方公里，海拔高度187米，2001年人口812。